# Ongewijde aarde
Ongewijde aarde is een Nederlandse film uit 1967 van Jef van der Heyden in zwart wit. Het is gebaseerd op een scenario van hemzelf. Het heeft als internationale titel Unconsecrated earth.

## Verhaal
De jonge Louis leeft in onmin met de priester van zijn dorp. Deze heeft besloten na de zelfmoord van de vader van Louis, hem niet te begraven in gewijde aarde. Als de priester zelf overlijdt, grijpt Louis verbitterd zijn kans, graaft het lijk van de priester op en begraaft de overblijfselen van zijn vader in het graf.

## Rolverdeling
| Acteur             | Personage     |
| ------------------ | ------------- |
| Ton Lensink        | Louis         |
| Shireen Strooker   | Birgitte      |
| Harry van Hirtum   | Dorpspriester |
| Wim van den Heuvel |               |
| Leo Derijks        |               |

## Achtergrond
Door een kort geding werd de film uit de roulatie genomen. Er zouden opnamen gemaakt zijn van de begrafenis van een echte priester te Hilvarenbeek, en die opnamen zouden in de film zijn verwerkt.
Regisseur Van der Heyden moest circa 70.000 gulden aan schadevergoeding betalen om aan alle aanmaningen te voldoen, vervolgens trok Van der Heyden zich voorgoed terug uit het Nederlands filmwereldje. Ondanks een petitieactie van mederegisseurs als Wim Verstappen, Pim de la Parra en Nouchka van Brakel om Van der Heyden een hart onder de riem te steken, mocht dat niet meer baten.